# Камбис II
Камбис II (на персийски: کمبوجیه, Камбуджие) е владетел (Велик цар) на Ахеменидска Персия от 530 до 522 пр.н.е. Описван от съвременници и историци като патологичен деспот.

## Произход
Роден около 560 пр.н.е., Камбис II е син на Кир II Велики, основател на Персийската империя.

## Управление
През 529 пр.н.е. Камбис наследява баща си като цар на най-голямата империя в света дотогава.

### Завладяване на Египет
След като баща му завоюва Азия, Камбис II отправя поглед към Египет. През 525 пр.н.е. персийската армия водена от Камбис II настъпва към делтата на Нил, разгромява египтяните и окупира страната. Той приема титлите на египетски фараон и поставя началото на Двадесет и седмата династия. Междувременно са изпратени персийски военни експедиции – на юг към нубийското царство Куш, в дн. Судан, и на запад към Сахара. Армията изпратена в безлюдната либийската пустиня никога не се завръща, вероятно загива при пясъчна буря.
След завоеванието на Египет, Камбис се отдава на своеволия и не зачита местните божества. Според Херодот, Камбис убива свещения бик на Апис, което било счетено за голямо светотатство от египтяните. Скоро след това персийският цар бива обхванат от безумие и започва гражданска война.

### Междуособна война
Преди да започне инвазията си в Египет, Камбис тайно бил наредил убийството на брат си Бардия (или Смердис, според Херодот), управител на източните провинции. С Камбиз били от една майка и от един баща. Народът не знаел, че Бардия е убит, а после Камбис заминава за Египет. Когато се разбира за това, народът се възмутил и настъпва голямо зло в страната, и в Персия, и в Мидия, и в другите страни.
Гражданска война избухва през 522 пр.н.е. Персийски маг на име Гаумата се представя за Бардия, царския брат, който уж успял тайно да се спаси от убийство. Не е сигурно всъщност дали това е бил истинският Бардия или самозванец. Народът и жреците, които били настроени срещу жестокия Камбис, издигат Гаумата за цар в Персия и Вавилония. При вестта за узурпацията, Камбис II незабавно се отправя към Азия, но се ранява със собствения си меч, докато яздил коня и издъхва 20 дни по-късно от инфекция. Не е изключено да е загинал от покушение или самоубийство.
Камбис II бил посветен от жрецът Ухагор в тайните на древните посредством култа към Нейт в Саис. Тази му авантюра, както и изгубената армия на Камбис в западната пустиня на Египет, били важна тема за повсеместна дискусия в тогавашното време.